# Agiulf (Halberstadt)
Agiulf, auch Evilpus († 27. Januar 894) war von 886 bis zum Jahr 894 Bischof in Halberstadt. 
Name und Herkunft sind unklar. Für den Namen sind unter anderem die Schreibweisen Evilphus, Ewilpus, Ejulphus, Ejulfus, Egolphus, Enilpus, Enolphus, Ennopus, Eginolfus, Egelulphus, Eriulpus und Emundus sowie Varianten von Agilulf überliefert. Agiulf war nach den Liudgeriden der erste Bischof von Halberstadt gewesen, der nicht dem Kloster Werden entstammte oder diesem zumindest als Abt vorgestanden hätte, auch wenn die Ähnlichkeit zum ebenfalls friesisch anmutenden Namen des Werdener Abtes Andulph (887–888) augenscheinlich ist. Nach einem Eintrag im Annalista Saxo zum Jahr 886 war Eiulf stattdessen zuvor Mönch im Kloster Hersfeld. Unzutreffend ist hingegen eine Nachricht des Chronicon Corbeiense zum Jahr 889, wonach Agiulf Mönch in Corvey gewesen sei. Bei diesem Werk handelt es sich um eine Fälschung durch Christian Franz Paullini im Auftrag des Klosters Corvey. 
Im Jahr 886 berief Karl der Dicke Agiulf zum Bischof von Halberstadt. Ausschlaggebend für die Berufung dürfte die Nähe zum Herrscher gewesen sein. Denn vor seiner Berufung zum Bischof soll Agiulf als Lehrer den unehelichen Sohn Karls des Dicken, Bernhard, unterrichtet haben. Das Recht der freien Bischofswahl erhielt das Halberstädter Domkapitel erst unter seinem Nachfolger Sigimund eingeräumt. Über Agiulfs geistliches und weltliches Wirken ist wenig bekannt. Die Akten der Synode von Forchheim 890 verzeichnen seine Anwesenheit unter dem Namen Agiulfus, aber ohne Bischofstitel. Unter den Teilnehmern der Synode von Trebur 894 ist ein Emundus aufgeführt.
Agiulf starb wahrscheinlich am 27. Januar 894. Für dieses Jahr verzeichnen die Fuldaer Totenannalen das Ableben eines Egolf episcopus. Das Datum ermittelt Albert Hauck aus einem Eintrag in den Gesta episcoporum Halberstadensium.
In dieser Bischofschronik aus der Zeit nach 1209 wird Agiulf als „aufrichtiger und uneigennütziger Mann“ (vir simplex et innocens) charakterisiert. Zeitgenössische Nachrichten fehlen. Vor diesem Hintergrund bezeichnete Friedrich Wilhelm Ebeling Agiulf in seinem biographischen Nachschlagewerk Die deutschen Bischöfe bis zum Ende des sechszehnten Jahrhunderts im Jahr 1858 als einen Bischof, „über den nicht das Geringste mit Gewißheit berichtet werden kann.“